# Trí khôn ở linh trưởng

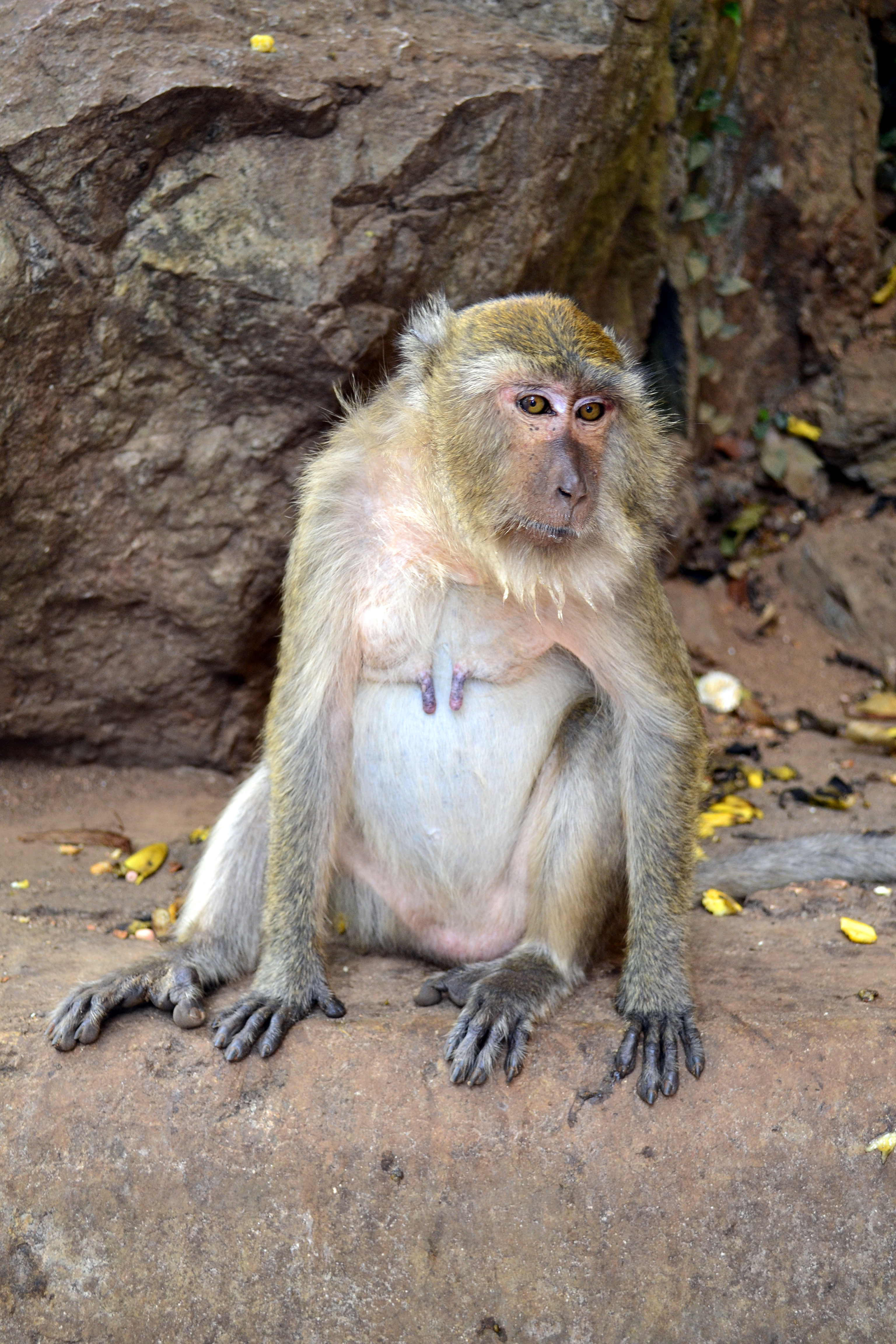
Một con khỉ đuôi dài, chúng là loài thông minh, có những con khỉ láu cá trong các khu du lịch còn biết giựt đồ của du khách để trao đổi thức ăn

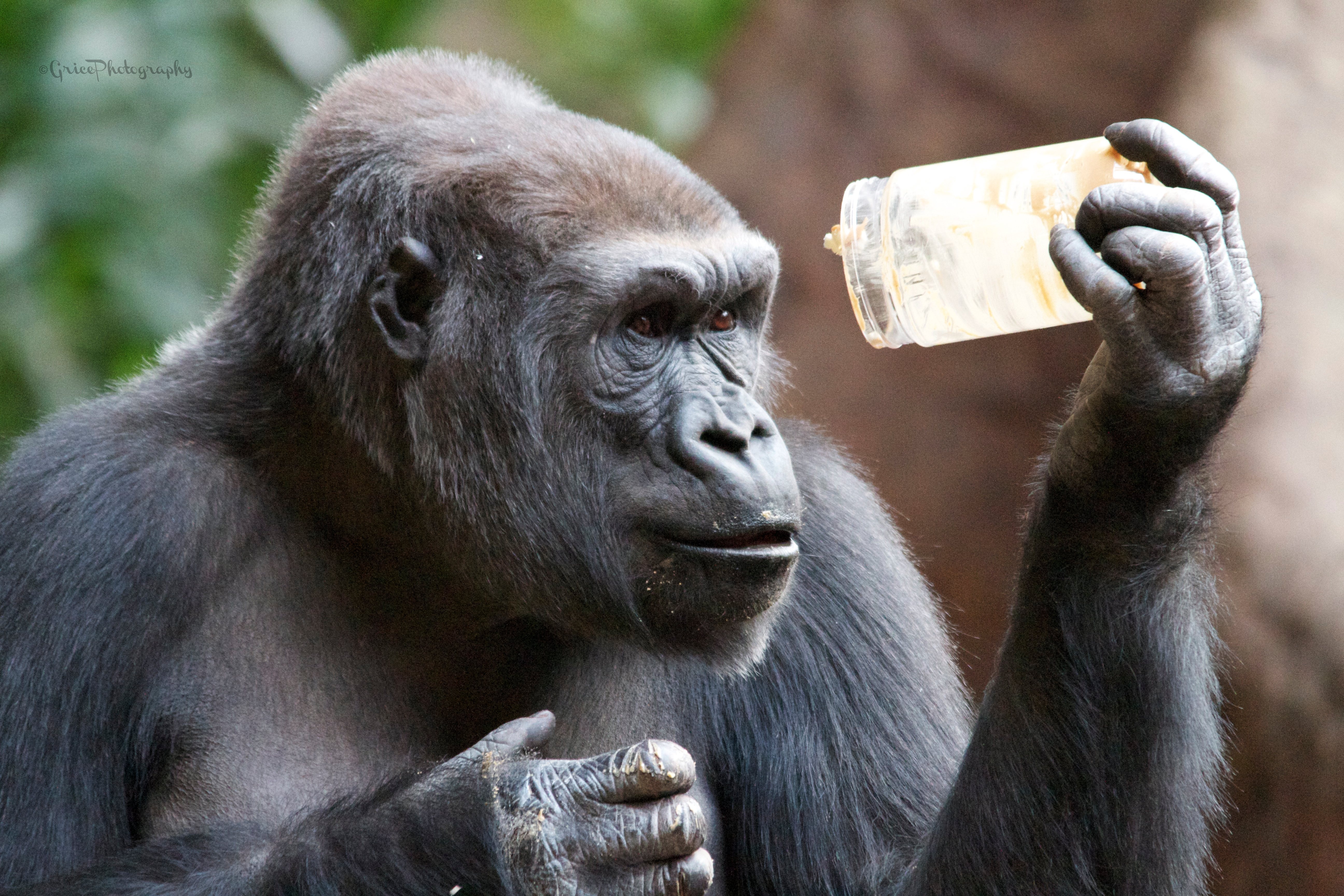
Một con khỉ đột đang xem xét để đánh giá một đồ vật

Trí thông minh ở linh trưởng hay nhận thức linh trưởng hay còn gọi ngắn gọn là trí thông minh của khỉ là việc nghiên cứu, ghi nhận những kỹ năng trí tuệ và hành vi của động vật linh trưởng, đặc biệt là trong các lĩnh vực tâm lý học, sinh học hành vi, và nhân học, các loài linh trưởng được cho là có thể học cách sử dụng các biểu tượng và hiểu được các khía cạnh của ngôn ngữ loài người bao gồm cả một số cú pháp, khái niệm về số lượng và số thứ tự, trong số các loài linh trưởng thì trí thông minh hoạt bát và láu cá của các loài khỉ thưởng là chủ đề bàn bạc phổ biến.

## Tổng quan
Không như các loài động vật lớp thú khác khỉ có chỉ số thông minh tương đối cao và chỉ xếp sau chỉ số thông minh của người. Các nhà di truyền học cho rằng, có đến 99% cấu trúc DNA của con tinh tinh giống với con người. Và nếu so sánh với toàn bộ dòng họ tộc khỉ nói chung (gồm khỉ đột, vượn, đười ươi, voọc,...) thì kết quả là có đến 98,4% cấu trúc phân tử DNA của khỉ giống với người. So sánh bộ gene của người và tinh tinh cho thấy một sự khác biệt gene liên quan đến thính giác đã cho phép con người phát triển giọng nói trong khi Tinh tinh không nói được.
Bộ gene của con người và Tinh tinh 99% giống nhau. Nhưng một số quá trình phát triển như thính giác và khứu giác của con người lại có tốc độ nhanh hơn. Những gene liên quan tới quá trình này có thể giải thích một phần vì sao Tinh tinh và con người lại có sự khác biệt đó. Cấu trúc não bộ của khỉ và con người tương đồng. Não của con người có nhiều điểm tương tự như loài khỉ. Bộ não khỉ cũng được sử dụng để kiểm soát ngôn ngữ và các suy nghĩ phức tạp, cách bộ não con người xử lý các vấn đề đều giống nhau. Khỉ là loài động vật thông minh với chỉ số IQ là 174. Khỉ được cho là loài động vật thông minh.
Khỉ đột và Tinh Tinh, dù ở trong rừng rậm. Tinh Tinh có nhóm máu và gen cũng trùng hợp với con người, là loại thông minh biết dùng vũ khí như đá, cây để chống lại kẻ thù, biết dùng đá để đập những loại hạt có vỏ cứng như hạt dẻ để ăn, biết dùng lông chim để ráy tai, dùng những cọng hoặc cành cây để xiả răng. Để tránh khát nước biết nhai những lá cây nát làm thành miếng xốpnhúng vào nước rồi vắt vào miệng để uống, biết dùng cành cây làm cần câu để móc mồi từ những ổ mối lớn để ăn. Một loại tinh tinh ở Phi Châu thích bắt kiến để ăn, kiến ở trong lỗ và khỉ lấy cây que chọc vào lỗ kiến để moi kiến ra. Tinh tinh được huấn luyện để mặc áo quảng cáo, đeo kính mát và làm tài tử đóng phim.
Vượn thông minh, nhanh nhẹn, chúng có thể nhảy xa 20m, qua dòng sông nhiều cá sấu, nhảy từ ngọn cây nầy sang ngọn cây bên kia, chúng thường suy tính khi giải quyết vấn đề khó khăn. Để lấy được món ăn hấp dẫn trên cao, thường biết chồng các khối gỗ lên cao và dùng gậy khều thức ăn, vượn không nói được, nhưng những gì quan trọng chúng đều báo tin cho nhau bằng cử chỉ và nét mặt. Gần đây qua nhiều cuộc thí nghiệm, nó có thể sử dụng Computer, biết dùng sơn để vẽ... 

## Ở loài khỉ

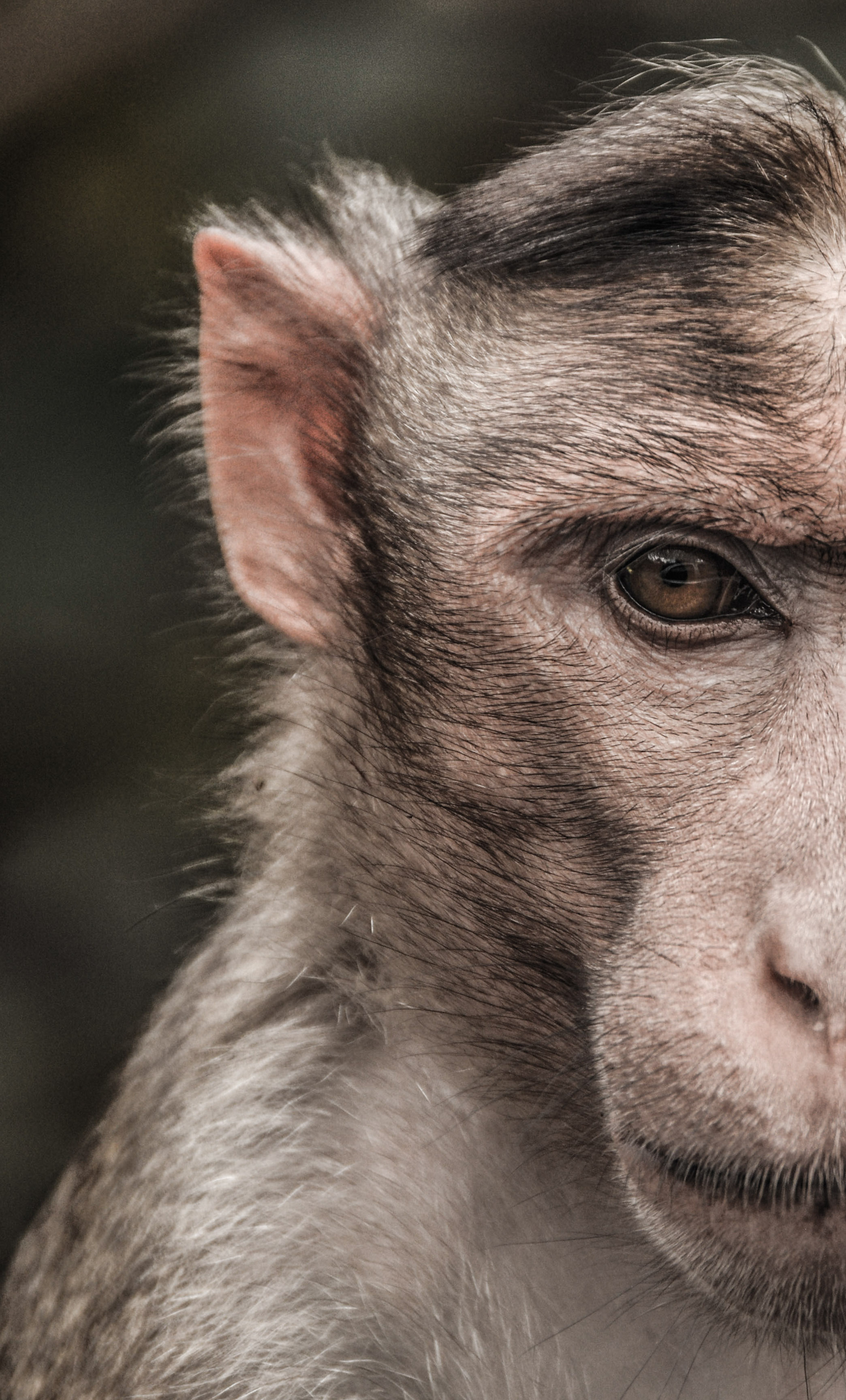
Khỉ được cho là có trí thông minh như con người

Về mặt sinh học, khỉ là một loài linh trưởng thông minh, có mối quan hệ gần gũi với loài người. Trong lối giao tiếp thông thường, khỉ thường bị gán ghép cho những ý nghĩa tiêu cực. Do sống thành xã hội và có bộ não phát triển, khỉ có thể rút kinh nghiệm về hành động nào đó, lặp lại và giữ trong ký ức rất nhanh. Khỉ thuộc loại động vật có vú, sinh con, thường ở trong rừng, ưa nhảy nhót chuyền cành, sống theo bầy đàn, thông minh hơn các loài vật khác và đặc biệt giống con người
Theo suy nghĩ dân gian Việt Nam, khỉ là con vật thông minh, lanh lợi, biến báo nhưng cũng là một "đối tượng" hay phá phách, nghịch ngợm, kiêu căng và thiếu nghiêm túc. Khỉ là động vật khôn lanh, thông minh, leo trèo trên cây thì không ai bằng, nhưng mỗi khi gặp nước lúc qua sông, qua suối thì chúng cũng ngại bị ướt nên loài khỉ hay lấy mấy nhánh cây khô bắc qua coi như làm cầu, mà không cần lội sông. Còn người ta, lúc đi qua cầu nhỏ, cũng khum khum, liêu xiêu như con khỉ nên mới có tên là cầu khỉ. Khỉ rất tinh nghịch, láu lỉnh hay bắt chước việc làm của người, nếu đến thăm đảo khỉ hoặc đi vào khu bảo tồn động vật, vườn thú cần phải cẩn thận với các tư trang của mình nhất là khi vui đùa với khỉ để tránh mất đồ.

### Bắt chước
Khỉ là loại thông minh, sáng tạo. Người ta đã dùng chuối làm thí nghiệm để kiểm tra khỉ: Khi thấy quả chuối ngoài tầm tay với, khỉ biết chọn cành cây khều, bẻ gãy và tước vỏ chuối để ăn. Loài khỉ mũ (capuchin) là các loài khỉ nâu nhưng trên đầu có mái tóc đen như cái mũ, ở Brazil biết lấy hòn đá đập vỡ vỏ cứng trái cây để ăn ruột bên trong, chúng nổi tiếng vì sự thông minh biết sử dụng các viên đá để đập vỡ hạt, đào đất và thăm lỗ Từ năm 1987, những nhà nghiên cứu ở Mỹ đã phát hiện, tìm ra 15 loài cây cỏ có khả năng chữa bệnh mà loài khỉ sử dụng để chữa bệnh cho chúng.
Ở Nhật Bản có một con khỉ cái đã biết rửa khoai lang bằng nước biển, một con rửa lập tức cả đàn khỉ áp dụng. Do khỉ có tài bắt chước người nên người ta dạy khỉ làm xiếc, đóng phim, hái dừa. Ở Thái Lan có ngôi chùa khỉ nổi tiếng với đàn khỉ sáng nào cũng ngồi ngay ngắn, yên lặng chờ của bố thí của khách tứ phương. Khỉ ở đây qua đường thậm chí còn biết chờ đèn đỏ, người dân ở tỉnh Surat Thani, một tỉnh ven biển Thái Lan, đã huấn luyện những con khỉ để đảm nhiệm công việc này. Khỉ được dạy rất kỹ cách tránh dây thừng và cách nhận biết các quả chín
Trong sinh hoạt hàng ngày, tại Thái Lan và Myanmar, khỉ thường dùng công cụ bằng đá để chẻ các hạt, các con sò, vẹm, các động vật biển có vỏ hai mảnh và các loại ốc biển khác dọc theo bờ biển Andaman và bờ các đảo. Trong một số trường hợp khác, chúng dùng công cụ để rửa và chà xát các thức ăn như khoai tây ngọt, rễ cây khoai mì, lá cây đu đủ trước khi chúng ăn. Khỉ có thể hoặc nhúng các thức ăn vào trong nước hoặc cọ chà xát thức ăn cho sạch trên tay của chúng trước khi ăn. Chúng cũng dùng công cụ để bóc vỏ khoai tây bằng cách dùng răng cửa và răng nanh. Các con trưởng thành hình như có được các hành vi này thông qua học cách quan sát của các con khỉ lớn hơn trước đó. 

### Diễn xiếc
Khỉ hay bắt chước vì khỉ có đặc tính giống loài người, ưa nhảy nhót, đu chuyền từ cây này sang cây khác, sống từng đoàn, thông minh hơn các thú vật khác, cho nên thường bắt chước loài người. Từ đặc điểm hay bắt chước người, nên nhiều gia đình đã chăm sóc nuôi khỉ dạy và hướng dẫn khỉ làm một số việc phụ cho gia chủ, chúng rất hay được sử dụng trong các rạp xiếc vì chúng có thể thực hiện những màn trình diễn liều lĩnh và độc đáo, hơn cả con người, các chú khỉ biểu diễn tiết mục: đi xe đạp, đạp xích lô, tát nước gầu dây, gầu sòng, đi thăng bằng, phi ngựa, đi xe đạp một bánh, khiêu vũ
Có thể nói, trong lĩnh vực biểu diễn xiếc, vượt hẳn các loài thú khác, khỉ có thể bắt chước người: chúng có thể đi xe đạp, dắt xe đạp thành thạo chẳng khác gì một em bé mới tập đi xe đạp, có nhiều chú Khỉ tài năng, góp phần quan trọng trong các tiết mục có kỹ thuật rất tinh xảo của các đoàn xiếc. Khỉ một loài vật thông minh, nhanh nhẹn, các động tác rất khéo léo, uyển chuyển, lưu loát. Khỉ làm xiếc: kéo xe, đua ngựa, đi xe đạp, xay thóc, bắn súng